# Lítám v tom
Lítám v tom je americké filmové drama z roku 2009 režiséra Jasona Reitmana adaptované podle stejnojmenného románu z roku 2001 Waltera Kirna. Příběh se točí okolo izolovaného života profesionálního poradce pro změnu kariéry (eufemizmus pro vyhazov z práce) a jeho filozofií a lidí, které potkává na svých cestách za prací. Film byl většinou natáčený v St. Louis, Missouri, které nahrazovalo množství míst ve filmu. Některé scény byly natáčeny i v Detroitu, Omaze, Las Vegas a Miami.
Reitman osobně ve velké míře propagoval Lítám v tom během mnoha filmových festivalů a ostatních událostí. Paramount naplánoval limitované uvedení v Severní Americe na 4. prosince 2009 a rozšířené uvedení na 23. prosince 2009, v českých kinech byl uveden 28. ledna 2010.
Film získal u kritiky velmi pozitivní ohlasy: získal osm nominací od Broadcast Film Critics Association, kde vyhrál cenu za nejlepší adaptovaný scénář, šest nominací na Zlatý glóbus, přičemž získal cenu za nejlepší adaptovaný scénář, tři nominace Screen Actors Guild a šest nominací na Oscara.

## Obsazení
| George Clooney    | Ryan Bingham, poradce pro změnu kariéry               |
| Vera Farmiga      | Alex Goranová                                         |
| Anna Kendrick     | Natalie Keenerová                                     |
| Jason Bateman     | Craig Gregory, vlastník Poradenství pro změnu kariéry |
| Amy Mortonová     | Kara Binghamová, starší sestra Ryana Binghama         |
| Melanie Lynskey   | Julie Binghamová, mladší sestra Ryana Binghama        |
| J. K. Simmons     | Bob, propuštěný zaměstnanec                           |
| Sam Elliott       | Maynard Finch, starý pilot                            |
| Danny R. McBride  | Jim Miller, Juliin muž                                |
| Zach Galifianakis | Steve, propuštěný zaměstnanec                         |